# کاراپت خاچو
کاراپت خاچو (Karapetê Xaço) (به ارمنی: Կարապետ Խաչո) خواننده ارمنستانی موسیقی کردی.

## زندگی‌نامه
وی در سال ۱۹۰۳ در روستای بیلیدر، استان باتمان در شرق قلمرو امپراتوری عثمانی به دنیا آمد. در جریان نسل‌کشی ارامنه در سال ۱۹۱۵ پدر و مادرش با سایر ساکنان روستا قتل‌عام شدند. اما او و خواهر و برادرانش بطرز معجزه آسایی جان سالم به در بردند. از آغاز نوجوانی شروع به خواندن آهنگ‌های فولکلور کردی کرد و بواسطه فقر و گرسنگی به لژیون فرانسه در سوریه پیوست و به مدت ۱۵ سال در آنجا خدمت کرد.
خاچو در شهر قامشلی، سوریه ازدواج و صاحب پنج فرزند شد. پس از پایان جنگ جهانی دوم با خانواده به ارمنستان مهاجرت و در رادیوی کردی ایروان مشغول به کار شد. پخش آوازهای قدیمی کردی یا دنگ بیژ با صدای گرم او باعث شد که در مدت کوتاهی به اوج شهرت و محبوبیت در بین کردهای ارمنستان و ترکیه و بعدها سایر مناطق کردنشین برسد. وی در ۱۵ ژانویه ۲۰۰۵ در سن ۱۰۲ سالگی درگذشت.
امروزه او را به عنوان بزرگترین دنگ بیژ تاریخ آواز سنتی کردی می‌شناسند.